# 120 secondes (émission)
Pour les articles homonymes, voir 120 secondes.
120 secondes (abrégé 120")  est une émission chronique radio humoristique animée par Vincent Kucholl et Vincent Veillon.
| Années                | Émission     | Diffusion                 |
| --------------------- | ------------ | ------------------------- |
| 2011-2014             | 120 secondes | Quotidienne, Couleur 3    |
| 2015-2017             | 26 minutes   | Hebdomadaire, RTS Un      |
| 2018-2020             | 120 minutes  | Mensuelle, RTS Un         |
| Depuis 2018           | 120 secondes | Hebdomadaire, La Première |
| Depuis septembre 2020 | 52 minutes   | Bimensuelle, RTS Un       |

## Historique
Entre 2011 et 2014, 120 secondes est diffusée tous les jours de la semaine sur Couleur 3 (Radio télévision suisse) à 7 h 50 ainsi que filmée et diffusée sur internet vers midi. Elle est constituée d'interviews de personnalités fictives, sur des sujets d'actualité. En général, les personnages sont joués par Vincent Kucholl tandis que Vincent Veillon est l'interviewer. Didier Charlet intervient parfois dans le rôle du diacre Jean-Gabriel Cuénod.
L'émission rencontre un vif succès dès sa première année. La compilation de leurs chroniques sort en DVD le 8 juin 2012. Les deux animateurs sont classés parmi les « 300 plus influents » par le magazine économique suisse Bilan,. Ils sont interviewés par le présentateur vedette de la RTS, Darius Rochebin, dans son émission Pardonnez-moi.
Certains personnages de l'émission ont fait des apparitions lors d'événements réels. Le groupe Black Lion Genocide s'est produit sur la grande scène du Paléo Festival Nyon en 2012, de même que Klaxon & Müller en 2013 sur la scène du Détour. Yves Beck a présenté ses recherches fictives lors d'une prestation humoristique dans le cadre d'une conférence à l'Université de Lausanne.
Le 13 juin 2014, les deux compères mettent un terme à l'émission avec un ultime épisode, interprétation de la chanson Voilà c'est fini de Jean-Louis Aubert, par les différents personnages de l'émission. Le concept et les personnages sont ensuite repris à partir de janvier 2015 sur la chaine de télévision RTS Un dans l'émission hebdomadaire 26 minutes.
Depuis le 31 août 2018, la chronique 120 secondes est de retour à la radio et est diffusée hebdomadairement dans la matinale de La Première.

## Personnages récurrents
- Bernard Aeschlimann, journaliste sportif à la RTS
- Stève Berclaz, musicien du groupe de metal valaisan Black Lion Genocide
- Édouard Barde, membre du Parti socialiste suisse
- Yves Beck, écrivain, auteur de plusieurs ouvrages aux éditions Gilles Dufour à Ogens
- Shirley Bochuz, féministe et ex-mannequin
- Julien Bovey, enseignant à l'établissement P.-F. Ramuz, au Collège de la Rouvraie
- Michel Brice, fonctionnaire de la municipalité de Lausanne
- Gaëtan Brunner alias MC Anur, jeune rappeur lausannois, adepte de la vie nocturne
- Ignacio Chollet, agriculteur de Bottens
- Rémy Cortézy. Vegan
- Jean-Gabriel Cuénod, diacre de l'église de Chastavel (village fictif vaudois) * (incarné par Didier Charlet)
- Maxime Debernardi, Complotiste, défenseur des voitures
- Karl-Heinz Inäbnit, lieutenant-colonel de l'armée suisse, toujours en remplacement du commandant de la place d'armes de Bure, retenu ailleurs
- Sébastien/Serge Jaquet, toxicomane de la place de la Riponne à Lausanne
- Anouk Jeanmonod, retraitée du quartier des Faverges (souvent accompagnée de Kelly Morel, également retraitée du quartier des Faverges)
- Klaxon & Müller, auteurs-compositeurs-interprètes (Müller est incarné par Vincent Veillon)
- Tommy Küng, réalisateur suisse
- Sven Pahud, moniteur de fitness à l'Universal Body 2000 à Chavannes
- Skip Panatier, participant à la Patrouille des glaciers, chef de la patrouille Zapf Dingbats
- Anthanéus Pavel-Gance, astrologue, voyant, médium, mage et notaire
- Ursule Péclard, Croque-Mort
- Jean-Bernard Prêtre, patron du Café du Battoir, Rue des Lignières à Boncourt
- Florian Randin, Vaudois fauché
- Bernie Sarrasin, chasseur valaisan, lobbyiste pro-chasse et anti-loups
- Pascal Sitzmann, Zugchef (chef de train) aux CFF et seul maître à bord
- Christophe Studer, membre de l'association fictive « Swiss Tobacco Lovers » (souvent accompagné de Jacques-Willy Fluckiger, autre membre de l'association)
- Gilles Surchat, habitant de Reconvilier après avoir été chassé de Bourrignon (parfois accompagné de sa sœur Fabienne), ancien employé de l'usine Schafter Pives
- Adrian Tomer, défenseur des animaux.
- Reto Zenhäusern, homme d'affaires zurichois, membre de la direction générale de Novartis, appartenant au think tank Avenir Suisse et au conseil d'administration de plusieurs sociétés, auquel un manque total d'empathie donne un côté mi-candide, mi-cynique.
- Jason Zwygart, membre du comité central de l'UDC

## Personnages apparaissant ponctuellement
- Béatrice Kucholl, cheffe d'entreprise et présidente de l'association fictive des FALLOPE, Femmes Accomplies, Libérées, Laborieuses, Organisées, Productives et Entrepreneuses (à l'occasion de la journée de la femme du 8 mars 2012)
- Bruce Graber, officier à la police cantonale Vaudoise
- Sven Micheloud, policier, responsable de la formation à la police cantonale du Valais